# Saint-François-de-la-Rivière-du-Sud
Pour les articles homonymes, voir Saint-François-de-Sales et François de Sales.
Saint-François-de-la-Rivière-du-Sud est une municipalité du Québec (Canada) faisant partie de la municipalité régionale de comté de Montmagny elle-même comprise dans la région administrative Chaudière-Appalaches.

## Histoire

### Chronologie
- 1er juillet 1845 : érection de la municipalité de St. François de La Rivière du Sud.
- 1er septembre 1847 : fusion de la municipalité avec plusieurs autres entités municipales pour l'érection du comté de Bellechasse.
- 1er juillet 1855 : érection de la paroisse de Saint-François de Sales de la Rivière du Sud à la suite de la division du comté de Bellechasse en plusieurs entités municipales.
- 15 mars 1969 : la paroisse de Saint-François de Sales de la Rivière du Sud devient la municipalité de paroisse de Saint-François-de-Sales-de-la-Rivière-du-Sud.
- 16 février 1985 : la municipalité de paroisse de Saint-François-de-Sales-de-la-Rivière-du-Sud change de nom et de statut et devient la municipalité de Saint-François-de-la-Rivière-du-Sud.

## Géographie
Le Bras Saint-Michel conflue avec la rivière du Sud, qui traverse la municipalité du nord-ouest vers le nord-est, au nord-ouest.
La rivière Morigeau conflue avec la rivière du Sud au nord-est de la municipalité.
À partir de son crénon la Petite rivière Sainte-Marguerite coule vers l'ouest à la limite sud de la municipalité.

## Démographie
| 1996  | 2001  | 2006  | 2011  | 2016  | 2021  |
| ----- | ----- | ----- | ----- | ----- | ----- |
| 1 609 | 1 604 | 1 574 | 1 596 | 1 623 | 1 623 |

## Administration
Les élections municipales se font en bloc pour le maire et les six conseillers.
| Saint-François-de-la-Rivière-du-Sud Maires depuis 2002                                                               |               |         |          |
| Élection | Maire         | Qualité | Résultat |
| 2002 | Norbert Morin |         | Voir     |
| 2005 | Pierre Jean   |         | Voir     |
| 2007 | Yves Laflamme |         | Voir     |
| 2009 | Yves Laflamme | Voir    |          |
| n/d | Rénald Roy    |         | Voir     |
| 2013 | Rénald Roy    | Voir    |          |
| 2017 | Frédéric Jean |         | Voir     |
| 2021 | Frédéric Jean | Voir    |          |
| Élection partielle en italique Depuis 2005, les élections sont simultanées dans toutes les municipalités québécoises |               |         |          |